# Prim (musik)
Prim är den musikaliska beteckningen för den första tonen i en diatonisk skala. Det kan också teoretiskt sett kallas för ett intervall på noll steg med frekvensförhållande 1:1. Ordet kommer av latinets primus, ’första’.